# Molon

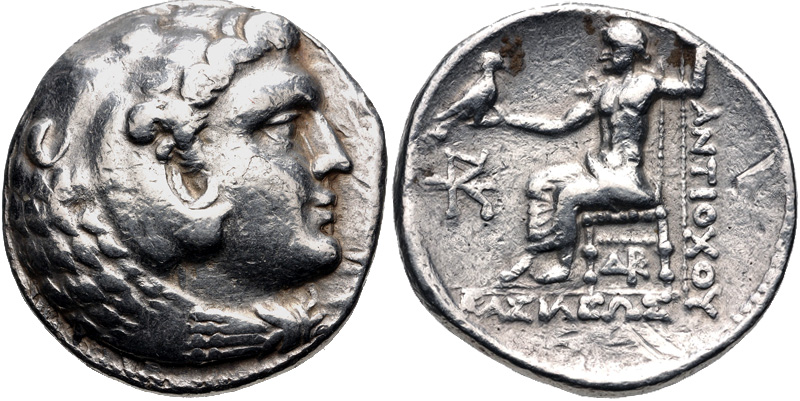
Tiền xua của Antiochos III, xưởng đúc tiền Susa ,trong giai đoạn cai trị đầu tiên của ông ở Susa (223-222 TCN), trước cuộc nổi loạn của Molon

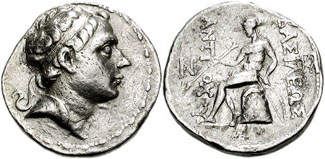
Tiền xu của Antiochos III, xưởng đúc tiền Susa, trong giai đoạn cai trị thứ hai của ông ở Susa (220-187 TCN), sau cuộc nổi loạn của Molon.

Molon (/ˈmoʊlən/ hoặc /ˈmoʊˌlɒn/) hoặc Molo (/ˈmoʊloʊ/; tiếng Hy Lạp cổ: Mόλων mất năm 220 TCN) là một tướng lĩnh và phó vương của vị vua nhà Seleukos là Antiochos III Đại đế (223-187 TCN). Ông đã giữ chức phó vương của Media khi vị vua này lên ngôi (223 TCN), ngoài ra, Antiochos đã phong cho ông ta và anh trai của ông Alexandros làm tổng đốc của tất cả các tỉnh quan trọng trong đế chế của mình. Nhưng lòng căm thù của họ với Hermeias, vị thủ hiến của Antiochos, sớm dẫn đến cuộc nổi dậy của cả hai: hai vị tướng lần đầu tiên được phái đến đối phó với họ bởi nhà vua không thể chống lại đà tiến quân của họ, và Molon tự mình chỉ huy một đội quân lớn, và làm chủ toàn bộ những vùng đất ở phía đông của sông Tigris.
Tuy nhiên, ông đã thất bại trong nỗ lực của mình để vượt qua dòng sông bởi tướng Zeuxis. Dẫu vậy, lúc mà Xenoetas, tướng của Antiochos, người bây giờ được phái đến chống lại ông với một lực lượng lớn, đã mạo hiểm để vượt qua nó, khi tới phiên ông ta và đã bị đánh úp bởi Molon, và toàn bộ quân đội của ông ta bị tan thành nhiều mảnh. Phó vương nổi loạn lúc này vượt qua sông Tigris, và biến mình thành vua của thành phố Seleucia trên sông Tigris cùng với toàn bộ Babylonia và Lưỡng Hà.
Sự ghê gớm của cuộc khởi nghĩa này,đã thuyết phục, Antiochos tự mình chỉ huy cuộc hành quân chống lại phiến quân. Sau khi trú đông tại Nisibis, ông vượt qua sông Tigris, năm 220 trước Công nguyên, và hướng về phía Nam chống lại Molon, người đã hành quân từ Babylon để giao chiến với ông. Một trận chiến ác liệt xảy ra sau đó, trong đó sự đào ngũ của cánh trái của quân nổi dậy cùng một lúc đã quyết định chiến thắng của nhà vua. Molon tự sát, để tránh rơi vào tay của đối phương:. Nhưng cơ thể của ông bị đóng đinh theo lệnh của Antiochos, hay đúng hơn là của Hermeias, vị bộ trưởng của ông ta